# Bangahal
Bangahal o Banghal fou un principat de l'Índia regit per la dinastia Pal del clan chandrabansi i família bangahalia. Estava situat al Himachal Pradesh a la vall de Bangahal que formava la unió entre el districte de Kangra i la dependència de Kullu.
La vall està formada per dues cadenes laterals dividides per una serralada central anomenada Dhaola Dhar. La part nord és coneguda com a Bara Bangahal, i allí neix el riu Ravi que rega l'estat de Chamba; les muntanyes van entre 5.200 i 6.200 metres, aquesta part nord de la vall mesura uns 750 km² però només inclou una població rellevant que porta el seu nom i està habitada principalment per la tribu kanet. La part sud de la vall és coneguda com a Chhota Bangahal i al seu torn està dividida en dues part per les muntanyes, que aquí no sobrepassen de gaire els 3.000 metres i donen naixement al riu Ul, i inclou uns quants llogarets on viuen kanets i daghis; la part occidental coneguda com a Bir Bangahal, és similar a la resta del districte de Kangra.
Va perdre l'autonomia abans de l'establiment del domini britànic, perdent el darrer raja Man Pal la sobirania de Bangahal, i les talukes de Lanodh, Paprola i Rajjer abans de 1770. El darrer raja sobirà fou Man Pal; després el títol fou portat per diversos prínceps entre els quals Raja Uchal Pal (fill de Man Pal) 1770-1800; Raja Ram Pal (fill de l'anterior) 1800-1843, Raja Bahadur Pal (germà de l'anterior) 1843-1854, passant llavors a un cosí (Mian Mathru Pal 1854-1882 i a la línia d'aquest).

## Llista de rajes
- Raja Prithwi Pal 1719-1720
- Raja Raghunat Pal (fill) 1720-1735
- Raja Dalel Pal 1735-1749 (fill)
- Raja Man Pal 1749-1770 (fill)